# Улрих Томсен
Улрих Томсен (дан. Ulrich Thomsen), рођен 6. децембра 1963. године у Оденсеу, Данска, дански је позоришни, ТВ и филмски глумац.